# Арсеньев, Сергей Васильевич
Серге́й Васи́льевич Арсе́ньев (1854, Москва, Российская империя — 1922, там же) — русский дипломат, генеральный консул в Швеции, чрезвычайный посланник в Норвегии. Один из членов-учредителей Императорского православного палестинского общества.

## Биография
Сын действительного тайного советника Василия Сергеевича Арсеньева (1829—1915) и княжны Наталии Юрьевны Долгорукой (1830—1902). Родился 1 апреля 1854 года.
Учился в 1-й Московской гимназии (1868—1872), затем окончил лицей в память цесаревича Николая (1874) и университетский курс в лицее со степенью кандидата прав (1877).
В 1877—1878 годах служил унтер-офицером в лейб-гвардии Преображенском полку. Затем служил в комиссии для принятия прошений, на Высочайшее имя приносимых (1878—1880). Окончил Санкт-Петербургский археологический институт с серебряной медалью (1880).
Чины: коллежский асессор (1881), коллежский советник (1891), статский советник (1892), камергер (1893), действительный статский советник (1902).
В 1882 году стал членом-учредителем ИППО, в 1892 был избран его почётным членом. В 1896 году участвовал въезде императорских величеств в Москву для священного коронования и был во время коронования в соборе дежурным камергером при несении шлейфа порфиры Александры Фёдоровны.
Занимал посты: первого секретаря генерального консульства в Восточной Румелии (1880), поверенного в делах в Румелии (1881), первого секретаря дипломатического агентства в Болгарии (1882), поверенного в делах в Болгарии (1882—1883), второго секретаря посольства в Берлине (1883—1886), первого секретаря миссии в Швеции (1886—1891), поверенного в делах в Швеции (1888—1891), генерального консула в Иерусалиме (1891—1897), генерального консула в Стокгольме (1897—1900), министра-резидента при дворе Великого герцога Ольденбургского и Сенате вольных ганзеатических городов Гамбурга и Любека (1900—1910), чрезвычайного посланника и полномочного министра в Черногории (1909—1912) и при дворе короля Норвегии (1912—1916). Состоял на дипломатической службе вплоть до Февральской революции.
С ноября 1919 года сотрудничал в Румянцевском музее, служил помощником заведующего отделом славяноведения. 2 января 1920 года был арестован с женой и дочерью Верой, 26 февраля — освобождён с женой.
Скончался в 1922 году в Москве.

## Семья
Был женат на Екатерине Васильевне Шеншиной, помещице Данковского уезда (1858—1938). Их дети:
- Василий (1883—1947), псковский вице-губернатор, генеалог.
- Николай (1888—1977), известный философ, историк религии и культуры.
- Юрий (1890—1970), участник Первой мировой войны и Гражданской войны в составе Северо-Западной армии. В эмиграции — переводчик ООН, член НТС, сотрудник радио «Свобода».
- Сергей (1895), умер в младенчестве.
- Наталья (1884—?)
- Вера Сергеевна (1893—1952), в замужестве Гагарина. Служила в главном архиве МИДа, после революции несколько раз арестовывалась, затем — в эмиграции.
- Анна (1897—21.09.1942, Кёнигсберг[4])

## Воспоминания современников
Н. С. Арсеньев писал об отце:

Мой отец всю жизнь оставался верен своей любви к науке. Он был большой знаток, большой учёный в области русской, славянской и византийской истории, страстно увлекался раскопками — особенно античных надписей и барельефов на Балканах и в Палестине...Особенно интересовался он теми областями истории, где древняя Русь соприкасалась с Западом и Византией: его увлекал варяжский вопрос, сношения Руси со скандинавскими странами, древние норвежские саги, также древние сношения Новгорода с Готландом и с Ганзой, борьба славян с германцами в Чехии, Моравии, Мекленбурге, также эпоха переселения народов, особенно остготы в Италии, и Византия, и влияние византийской культуры как на славян, так и на развитие итальянского искусства. Кроме того, он интересовался историей и культурой тех стран, где он бывал в связи со своей дипломатической службой: германским средневековьем (и особенно воздействием на него Византийского Востока), историей крестовых походов, историей Греции и Малой Азии, археологическими открытиями в странах средиземноморского бассейна. У него составилась первоклассная тысячетомная библиотека, особенно по истории России, Восточной Европы, Византии и древнего мира, нумизматике, археологии, с рядом очень ценных и даже редких изданий.

## Награды
российские
- Орден Святой Анны 2-й степени (1897);
- Орден Святого Владимира 3-й степени (1905);
- Орден Святого Станислава 1-й степени (1909);
- Высочайшее благоволение (1911);
- Орден Святой Анны 1-й степени (1913).
- Медаль «В память царствования императора Александра III»;
- Медаль «В память 300-летия царствования дома Романовых» (1913).

иностранные
- турецкий орден Османие 3-й степени (1881);
- болгарский орден Святого Александра 3-й степени (1883);
- прусский орден Короны 3-й степени (1886);
- шведский орден Полярной звезды, кавалерский крест (1891);
- сербский орден Святого Саввы 2-й степени со звездой (1894);
- иерусалимский Крест с частицей Животворящего Древа (1894);
- бухарский орден Золотой звезды 1-й степени (1894);
- греческий орден Спасителя, командорский крест (1896);
- турецкий орден Меджидие 2-й степени со звездой (1897);
- шведский Орден Вазы, командорский крест 1-й степени (1900);
- ольденбургский династический орден Заслуг герцога Петра Фридриха Людвига, большой крест (1901);
- черногорский орден Князя Даниила I 1-й степени (1910).